# Europarlamentari pentru Irlanda 1973-1977
Aceasta este lista europarlamentarilor pentru Irlanda, formată din 10 delegați. Această de legație, a doua a îndeplinit mandatul din martie 1973 până la alegerile generale din 1977.
- Donal Creed
- Thomas Dunne
- Jim Gibbons
- Michael Herbert
- Liam Kavanagh
- Brian Lenihan
- Gerry L'Estrange
- Charles McDonald (a Senator)
- Tom Nolan
- Michael Yeats (a Senator)